# ناحیه المغیر
ناحیه المغیر (به عربی: دائرة المغیر) یک ناحیه در الجزایر است که در استان الوادی واقع شده‌است.

## خصوصیات
ناحیه المغیر ۷۲٬۳۸۷ نفر جمعیت دارد.